# ファウスト (ゲーテ)

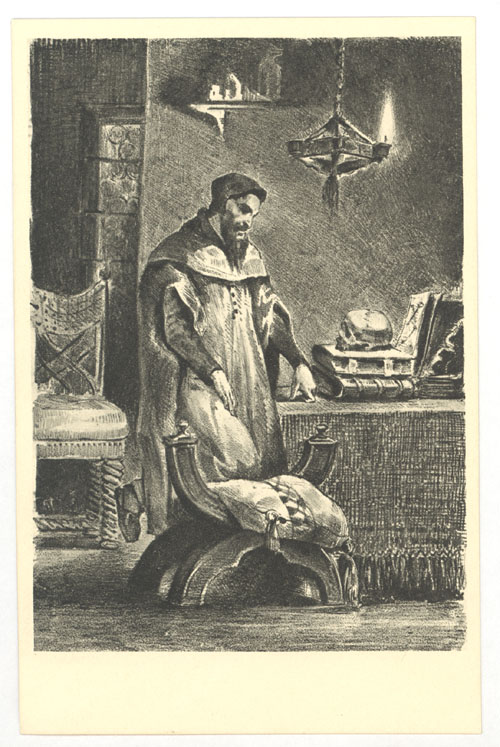
ドラクロワ画のファウスト

『ファウスト』（独: Faust）は、ドイツの文人ヨハン・ヴォルフガング・フォン・ゲーテの代表作とされる長編の戯曲。悲劇。全編を通して韻文で書かれている。『ファウスト』は2部構成で、第一部は1808年、第二部はゲーテの死の翌年1833年に発表された。

## 概略
15世紀から16世紀頃のドイツに実在したと言われる、高名な錬金術師ドクトル・ファウスト（ファウスト博士）の伝説を下敷きとして、ゲーテがほぼその一生をかけて完成させた大作である。ファウスト博士は、錬金術や占星術を使う黒魔術師であるとの噂に包まれ、悪魔と契約して最後には魂を奪われ体を四散されたという奇怪な伝説、風聞が囁かれていた。ゲーテは子供の頃、旅回り一座の人形劇『ファウスト博士』を観たといい、若い頃からこの伝承に並々ならぬ興味を抱いていた。そして、こうした様々なファウスト伝説に取材し、努力し続けることを止めない彼を主人公とする長大な戯曲を書き上げた（なお、主人公の名前は「幸福な」「祝福された」を意味するラテン語のfaustusに由来する。ドイツ語で「拳骨」「砲」を意味するFaustと一致するが、偶然の一致にすぎない）。
なお、人形芝居ファウストに関する最古の記録は、1746年のハンブルクでの公演である。芝居の台本は十種ほどが現存し、そのうちカール・ジムロック編の台本は『ドイツ民衆本の世界III』（国書刊行会）に日本語で訳出されている。この人形芝居の基となっているのは、クリストファー・マーロウの戯曲『フォースタス博士の悲劇』（1592年頃初演）であり、マーロウが基にしたのはヨーハン・シューピース『実伝ヨーハン・ファウスト博士』（1587年刊）の英語訳であった。

## あらすじ

### プロローグ

#### 献辞と前戯
戯曲『ファウスト』はまず、1797年になって初稿『原ファウスト（Urfaust）』から20年ののちにこの作品を再び世に送るにあたり、ゲーテがその心境を告白した「献ぐる詞」から始まる。次に、インドの詩人カーリダーサ（5世紀）作の戯曲『シャクンタラー』に影響を受けたゲーテによって、その体裁にならって同年に書き加えられた「劇場での前戯（Vorspiel des Theaters）」が続き、「天上の序曲（Prolog im Himmel）」に至っていよいよ悲劇の本筋に入る。

#### 天上の序曲
天使たち（ラファエル、ミカエル、ガブリエル）の合唱と共に壮麗に幕開けられた舞台に、誘惑の悪魔メフィストーフェレス（以下メフィスト）が滑稽な台詞回しでひょっこりと現れ、主（神）に対して一つの賭けを持ちかける。メフィストは「人間どもは、あなたから与えられた理性をろくなことに使っていやしないじゃないですか」と嘲り、主はそれに対して「常に向上の努力を成す者」の代表としてファウスト博士を挙げ、「今はまだ混乱した状態で生きているが、いずれは正しい道へと導いてやるつもりである」と述べる。メフィストはそれを面白がり、ファウストの魂を悪の道へと引き摺り込めるかどうかの賭けを持ちかける。主は、「人間は努力するかぎり迷うもの」と答えてその賭けに乗り、かくしてメフィストはファウストを誘惑することとなる。

### 第一部
ファウストが悪魔メフィストと出会い、死後の魂の服従を交換条件に、現世で人生のあらゆる快楽や悲哀を体験させるという契約を交わす。ファウストは素朴な街娘グレートヒェンと恋をし、とうとう子供を身籠らせる。そして逢引の邪魔となる彼女の母親を毒殺し、彼女の兄をも決闘の末に殺す。そうして魔女の祭典「ワルプルギスの夜」に参加して帰ってくると、赤子殺しの罪で逮捕された彼女との悲しい別れが待っていた。

### 第二部
皇帝の下に仕えるファウストは、メフィストの助けを借りて国家の経済再建を果たす。その後、絶世の美女ヘレネーを求めて、人造人間ホムンクルスやメフィストたちと共にギリシャ神話の世界へと旅立つ。ファウストはヘレネーと結婚し、一男を儲けるが、血気に逸るその息子はやがて死んでしまう。現実世界に帰って来たファウストは、巧みな戦術で皇帝を戦勝へと導き、広大な所領を授けられる。やがて海を埋め立てる大事業に乗り出すが、灰色の女「憂い」によって両眼を失明させられる。そしてメフィストと手下の悪魔たちが墓穴を掘る音を、民衆の弛まぬ鋤鍬の音だと信じ込み、その時に夢想する幸福な瞬間について「この瞬間が止まってほしい」とも言えるのだという想いを抱きながら死ぬ。その魂は、賭けに勝ったから自分の物だとするメフィストフェレスの意に反して、かつての恋人グレートヒェンの天上での祈りによって救済される。

## 日本語訳
『ファウスト』は、明治後期に森林太郎（森鷗外）により日本語訳された。
これは最初の完訳であるが、今日でも評価は高く、近代日本文学の古典として、森林太郎の名で岩波文庫緑帯（現代日本文学、全2巻・初版1928年）に分類されている。なお、文庫赤帯（海外文学）は、ドイツ文学者相良守峯の訳である。

### 訳書一覧
多数の日本語訳が出版されている。
- 森林太郎訳：冨山房（2分冊） 1913年。「鷗外全集 第12巻」岩波書店、1972年。岩波文庫（上下）、ちくま文庫 etc.[3]で再刊。
- 久保栄訳：中央公論社（第一部）1948年。「久保栄全集 第８巻」三一書房、1962年。新協劇団上演 1936年（於 築地小劇場）
- 高橋健二訳：「世界文学全集 第1期 8・31」 1949年 - 1951年 河出書房。新装版[4]「河出世界文学全集  第3巻」 河出書房新社 1989年。ISBN 978-4309610535
- 相良守峯訳：ダヴィッド社 1954年、岩波文庫 全2巻 1958年。1)ISBN 978-4003240625、2)ISBN 978-4003240632
- 大山定一訳：「ゲーテ全集 2」人文書院 1960年、「世界文学大系 19」筑摩書房 1960年 →「世界古典文学全集50」 同 1964年、他
- 高橋義孝訳：「世界文学全集 1」新潮社 1962年、新潮文庫 全2巻 1967年 - 1968年、改版2010年。1)ISBN 978-4102015032、2)ISBN 978-4102015049
- 手塚富雄訳[5]：中央公論社「世界の文学 5」「新世界の文学 4」1964年 - 1970年 →同 全1巻 1971年 →中公文庫 全3巻 1974年 - 1975年 →文庫改版 全2巻 2019年。1)ISBN 978-4122067417、2)ISBN 978-4122067424
- 井上正蔵訳：「愛蔵版 世界文学全集（7）ゲーテ」 集英社 1976年 →「世界文学全集〈14〉ゲーテ」同 1980年
- 山下肇訳：「ゲーテ全集 第3巻」 潮出版社 1992年 →普及版2003年。ISBN 4-267-01663-1
- 片岡義道[6]訳：近代文芸社 全2巻 1996年 - 1999年 1)ISBN 978-4773353501、2)ISBN 978-4773365405
- 柴田翔訳：講談社 1999年 →講談社文芸文庫 全2巻 2003年。1)ISBN 978-4061983205、2)ISBN 978-4061983243
- 池内紀訳[7]：集英社 全2巻 1999年 - 2000年 →集英社文庫ヘリテージシリーズ 全2巻 2004年。1)ISBN 978-4087610086、2)ISBN 978-4087610093
- 小西悟訳：大月書店 1998年。ISBN 4-272-60038-9
- 粂川麻里生訳：作品社 2022年。ISBN 978-4-86182-935-2

## 関連作品
- 『ファウスト』にインスピレーションを得た作品は多数ある。

### 音楽
- フランツ・シューベルトを始めとするドイツ・ロマン派の作曲家は、本作品からテキストを選んで歌曲を作曲している。シューベルトでは『糸を紡ぐグレートヒェン』（1814年作曲）や『トゥーレの王』（1816年作曲）が名高い。
- エクトル・ベルリオーズはフランス語訳を読んで感激し、『ファウストの八つの情景』を若くして作曲、後に独唱・合唱・管弦楽のための劇的物語『ファウストの劫罰』（1846年初演）に改作した。
- リヒャルト・ワーグナーは20代の頃に『ファウスト』に基づく大規模な交響曲を構想した。これは完成しなかったが、第1楽章に当たる部分のみが独立した作品『ファウスト序曲』（1855年改訂版出版）として完成された。
- フランツ・リストはエクトル・ベルリオーズの勧めで『ファウスト』を読み、『ファウスト交響曲』（1857年初演）の楽想を得た。『メフィスト・ワルツ第1番』も有名だが、こちらは元はニコラウス・レーナウの詩に基づく『レーナウの「ファウスト」による2つのエピソード』の一曲である。
- シャルル・グノーには第1部を基にした同名のオペラ『ファウスト』（1859年初演）があり、上演回数も多い。
- ロベルト・シューマンの『ゲーテのファウストからの情景』（1862年全曲初演）は演奏の機会は少ないがオラトリオ形式の壮麗な曲である。
- 酒場でメフィストフェレスが歌った「蚤の歌」が何人かの作曲家によって歌曲とされているが、ムソルグスキーのもの（1879年）がもっとも有名である。
- アッリーゴ・ボーイトのオペラ『メフィストーフェレ（英語版）』（1881年改訂版初演）は、ワーグナーの影響を強く受けたイタリア・オペラの傑作である。
- グスタフ・マーラーの「交響曲第8番」（1910年初演）は『ファウスト』の第2部最終幕からテキストを採っている。
- キャメロットの『エピカ』（2002年録音）『ザ・ブラック・ヘイロー』（2004年録音）は本作を下敷きにした2部作の物語になっている。特に後者は音楽的にも高い評価を世界中で受けた。

### 漫画
- 『ファウスト』は手塚治虫による漫画版がある。この作品は1950年に描き下ろし単行本として不二書房で刊行された。手塚は終生にわたる『ファウスト』フリークで、後に執筆した『百物語』や未完の遺作『ネオ・ファウスト』にも、作品の設定を絡ませている。
  - 『ファウスト』（不二書房）
  - 手塚治虫漫画全集（講談社）『ファウスト』
  - 朝日文庫（朝日新聞社）『ファウスト』

アニメ企画
手塚治虫は晩年に劇場用アニメーション企画として116枚に及ぶシナリオ原稿を遺しており、1999年1月15日にNHKで放送の『手塚治虫 世紀末へのメッセージ』で一部のみだが手塚プロダクションによりアニメ映像化された。

### 演劇

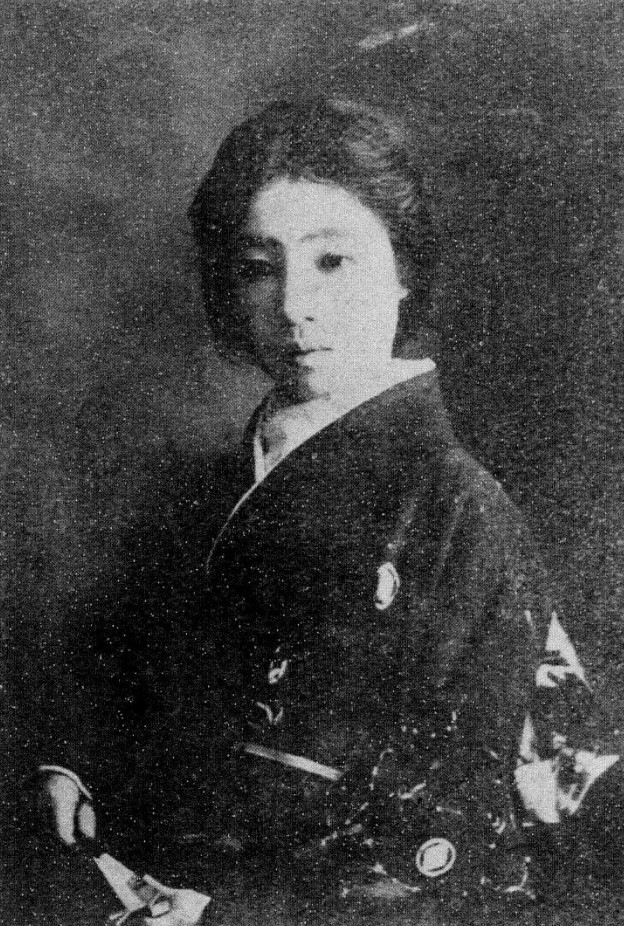
近代劇協会初演公演でリイスヘンを演じた玉村歌路

- 1913年、上山草人率いる近代劇協会が森鷗外訳の『ファウスト』を帝国劇場で公演した。これが日本での初上演である。
- 1936年、新協劇団で久保栄訳・演出で「ファウスト」第一部を築地小劇場で上演、ファウスト滝沢修，メフィスト千田是也，グレーチヒェン細川ちか子。39年再演。
- 1989年、宝塚歌劇団月組が第一部をもとに『天使の微笑・悪魔の涙』としてミュージカル化した。ただし結末は大幅に改変してある。
- 2014年、前述した手塚治虫の『ファウスト』『百物語』をもとに『ミュージカル「ファウスト〜愛の剣士たち〜」』としてミュージカル化された[8]。
- 2020年、サイモン・スティーヴンス（英語版）作で上演された『FORTUNE』はゲーテの「ファウスト」をベースに、舞台を現代のロンドンに置き換えた作品となっている[9]。

### 映画
- ファウスト（1926年、ドイツ） - F・W・ムルナウ監督。
- 悪魔の美しさ（1950年、フランス） - ルネ・クレール監督、ジェラール・フィリップ主演。
- 地獄（1960年、日本・新東宝） - 中川信夫監督。オリジナルのストーリーだが、仏教における八大地獄などとともに、ファウストを下敷きの一つとしている。
- ファウスト（英語版）（1994年、チェコ） - ヤン・シュヴァンクマイエル監督。
- 悪いことしましョ!（2000年、アメリカ） - ハロルド・ライミス監督。
- ファウスト（2011年、ロシア） - アレクサンドル・ソクーロフ監督。

### 小説
- ミネルヴァと智慧の樹 始原〈ウロボロス〉（2010年／電撃文庫） - 浅生楽著。ファウストの世界を物語の下地にしている。

### 解説・新訳
- 史上最高に面白いファウスト（2016年/文藝春秋） - 中野和朗著。ISBN 978-4163905372

### ゲーム
- アニマムンディ 終わりなき闇の舞踏（Animamundi: Dark Alchemist） - 2005年に発売されたPC/MAC用ゲームソフト。ファウストやダンテ「神曲」をモチーフにしたBLゲーム。完成度は高く、根強いユーザーに支えられ、英語版を後に発売した。
- シャドウ・オブ・メモリーズ